# Willi Giesemann
Willi Giesemann (Braunschweig, Alemania nazi; 2 de septiembre de 1937-4 de octubre de 2024) fue un futbolista alemán que jugó en la posición de defensa.

## Carrera

### Club
| Periodo   | Club                   |
| --------- | ---------------------- |
| 1956-1959 | VfL Wolfsburgo         |
| 1959-1963 | Bayern de Múnich       |
| 1963-1968 | Hamburgo SV            |
| 1968-1972 | HSV Barmbek-Uhlenhorst |

### Selección nacional
Fue convocado por Alemania Federal para jugar la Copa Mundial de Fútbol de 1962 en Chile donde tuvo participación en dos partidos.
Se perdió el mundial de Inglaterra 1966 a causa de una lesión, la cual le limitó jugar a primer nivel posteriormente, aunque le alcanzó para jugar 14 partidos internacionales. La lesión ocurrió el 6 de junio de 1965 en un partido amistoso ante Brasil en Río donde antes de que terminara recibió una patada de Pelé que le rompió la tibia, y poco tiempo después Pelé anotó el segundo gol.